# Alphons Kerckhoffs
Alphons Maria Martin Kerckhoffs (Hulsberg, 20 november 1924 – Heerlen, 23 februari 2000) was een Nederlands burgemeester van de KVP.
Hij werd geboren als zoon van Maria Alphons Hubert Antoon Kerckhoffs (1888-1963), destijds burgemeester van Hulsberg, en Paulina Francisca van Buggenum (1892-1958). Zelf was hij aan het begin van zijn loopbaan werkzaam bij de gemeente Valkenburg-Houthem waar hij naast gemeente-administratie ook betrokken was bij kabinetszaken. In december 1958 werd Kerckhoffs in navolging van zijn vader ook burgemeester werd en wel van Wessem. In oktober 1969 werd hij de burgemeester van Valkenburg-Houthem. Vanwege gezondheidsproblemen stopte Kerckhoffs daar voortijdig in 1975. Hij overleed begin 2000 op 75-jarige leeftijd.